# Alberto Donini
Alberto Donini (Roma, 31 ottobre 1887 – Roma, 24 novembre 1961) è stato uno scrittore, librettista e sindacalista italiano.

## Biografia

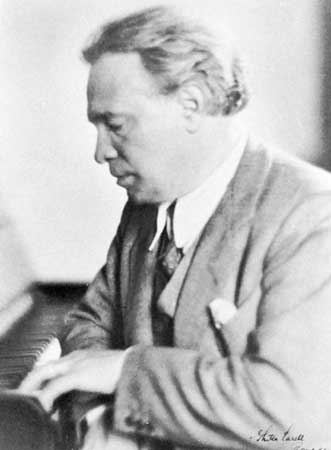
Ottorino Respighi, musicò il Re Enzo di Donini

Nato a Roma nel 1887 da Giuseppe e Marianna Facci, in giovane età lasciò la città natale per trasferirsi a Bologna ove si laureò in giurisprudenza, con una tesi sulle funzioni della Corte dei conti. La sua attività s'indirizzò parallelamente nel campo letterario e sindacale. La sua prima opera teatrale, Al mulino, fu rappresentata in Italia (con la compagnia Chiantoni nel 1905) e all'estero e fu anche musicata da Leopoldo Cassone. Nel corso degli anni pubblicò diversi altri lavori (in prevalenza testi teatrali) e qualcuno inerente a temi sindacali e sociali. Dalla commedia L'orologio a cucù, pubblicata nel marzo del 1937 sulla rivista Il dramma, fu tratto l'omonimo film del 1938 diretto da Camillo Mastrocinque e interpretato da Vittorio De Sica.
Scrisse, inoltre, alcuni libretti d'opera, musicati da Respighi (Re Enzo), Allegra (Ave Maria e Il medico suo malgrado) e Cassone (Al mulino). Come soggettista, oltre al già citato L'orologio a cucù, firmò (con Guglielmo Zorzi)  La notte delle beffe, un film del 1939 diretto da Carlo Campogalliani e interpretato da Amedeo Nazzari.
Come sindacalista s'interessò, sin dai primi anni del Novecento, all'organizzazione degli agrari padani. Oratore efficace e spirito combattivo, il 5 ottobre 1914 Donini, allora segretario provinciale dell'Associazione Agraria, rimase ferito a Guarda di Molinella negli scontri tra gli uomini degli agrari che trasportavano in auto i crumiri al lavoro, e i braccianti e mezzadri del luogo in sciopero. Nel cruento episodio morirono cinque persone: un autista della colonna degli agrari e quattro lavoratori che dovevano sostituire gli scioperanti.
Nel 1920 fu chiamato alla direzione della Confederazione nazionale dell'agricoltura, direzione che mantenne fino al 1924, quando abbandonò l'incarico per la fusione, da lui non condivisa, tra la Confederazione che dirigeva e la Federazione italiana sindacati agricoltori fascisti. Dalla fusione ebbe poi origine, nel 1926, la Confederazione fascista dell'agricoltura. Nei vent'anni successivi alle dimissioni, Donini assunse la segreteria di un'associazione internazionale degli agricoltori.
Nel secondo dopoguerra si dedicò ad attività assistenziali per i lavoratori e nel 1952 divenne presidente della Cassa nazionale di assistenza degli autori drammatici. Nel 1956 la Presidenza del Consiglio gli assegnò un premio per la sua attività letteraria. Si spense a Roma nel 1961 a settantaquattro anni.

## Opere

### Testi letterari
- Al mulino. Dramma lirico, musica di Leopoldo Cassone, Torino, Vogliotti, [s.d.]
- Ave Maria. Due atti di Alberto Donini, dal dramma di Guglielmo Zorzi, musica di Salvatore Allegra, Roma, Atena, [s.d.]
- Il medico suo malgrado. Opera comica in un atto. Salvatore Allegra, libero rifacimento da Molière di Alberto Donini, spartito, [19..]
- Re Enzo. Opera comica in 3 atti e 4 quadri, libretto di Alberto Donini, musica di Ottorino Respighi, Bologna, Soc. Tip. Mareggiani, 1905.
- Sotto la stella. Commedia in quattro atti, Bologna, Tipografia A. Noè, 1906.
- Il passatore. Commedia in tre atti, coautore Guglielmo Zorzi, Firenze, Libreria del teatro, [1930?]
- L'orologio a cucù. Giallo d'altri tempi in tre atti; Il mandriano di Longwood. Tre atti e sei quadri; Malia del tropico. Tre atti, Collezione Teatro italiano contemporaneo, Roma, G. Casini, 1955.

### Altri
- Della funzione di tutela e di controllo della Corte dei Conti. Proposte di riforme. Tesi di laurea, Bologna, Soc. Tip. Mareggiani, 1904.
- Le famiglie cooperative scolastiche dei giovani lavoratori, Roma, Echi e commenti, 1930.
- L'agricoltura italiana di fronte al problema dell'occupazione e della mobilità della mano d'opera, Roma, Tipografia Statimari, 1959.